# Sławomir Mocek
Sławomir Marcin Mocek, né le 27 octobre 1976 est un escrimeur polonais, pratiquant le fleuret.

## Palmarès
- Championnats du monde
  -  Médaille d'or par équipes aux championnats du monde 1998 à La Chaux-de-Fonds
  -  Médaille d'argent par équipes aux championnats du monde 2001 à Nîmes
  -  Médaille de bronze par équipes aux championnats du monde 1999 à Séoul

- Championnats d'Europe
  -  Médaille d'argent par équipes aux championnats d'Europe 1998 à Plovdiv
  -  Médaille d'argent en individuel aux championnats d'Europe 1999 à Bolzano
  -  Médaille d'argent par équipes aux championnats d'Europe 2006 à Izmir
  -  Médaille d'argent par équipes aux championnats d'Europe 2008 à Kiev
  -  Médaille de bronze par équipes aux championnats d'Europe 1999 à Bolzano
  -  Médaille de bronze par équipes aux championnats d'Europe 2001 à Coblence
  -  Médaille de bronze en individuel aux championnats d'Europe 2002 à Moscou

- Championnats de Pologne
  -  Médaille d'or aux championnats de Pologne 2002, 2003 et 2006